# Ahmad Fatfat
Ahmad Fatfat (* 28. März 1953 in Syr El Dannieh) war der Interims-Innenminister des Libanon vom 5. Februar bis 24. November 2006. Diese Position hat er nach dem plötzlichen Rücktritt seines Vorgängers Hassan Sabeh übernommen. Ursprünglich und in der Zeit davor war er in der Regierung vom Juli 2005 Minister für Jugend und Sport. Seit 1996 ist er Mitglied im libanesischen Parlament.
Er wurde als Sohn von Mohammed Khodr Fatfat und Farida Jezzar Raad geboren. Er ist verheiratet und hat zwei Söhne. Seine Herkunftsfamilie ist sunnitischen Glaubens. Seit 1986 hat er auch die belgische Staatsbürgerschaft angenommen.
Nach dem Brand der dänischen Botschaft und mehrerer Kirchen in Ost-Beiruts Christenvierteln als Folge des Karikaturenstreites im Februar 2006 hatte Fatfat „radikale schiitische Elemente“ und „christliche mit dem syrischen Regime verbündete Problemmacher“ beschuldigt. Diese Aussage musste er später zurücknehmen, als sich herausstellte, dass alle an diesem Tage von der libanesischen Polizei verhafteten Unruhestifter radikale sunnitische Islamisten waren. Viele von ihnen gehörten Fatfats eigener Partei an.